# Szókratész Szkholasztikosz
Szókratész Szkholasztikosz (ógörögül: Σωκράτης ὁ Σχολαστικός, latinul: Socrates Scholasticus), (Konstantinápoly, 380 körül – 440/450 körül) görög egyházi történetíró, aki ismeretes Konstantinápolyi Szókratész néven is.

## Élete és műve

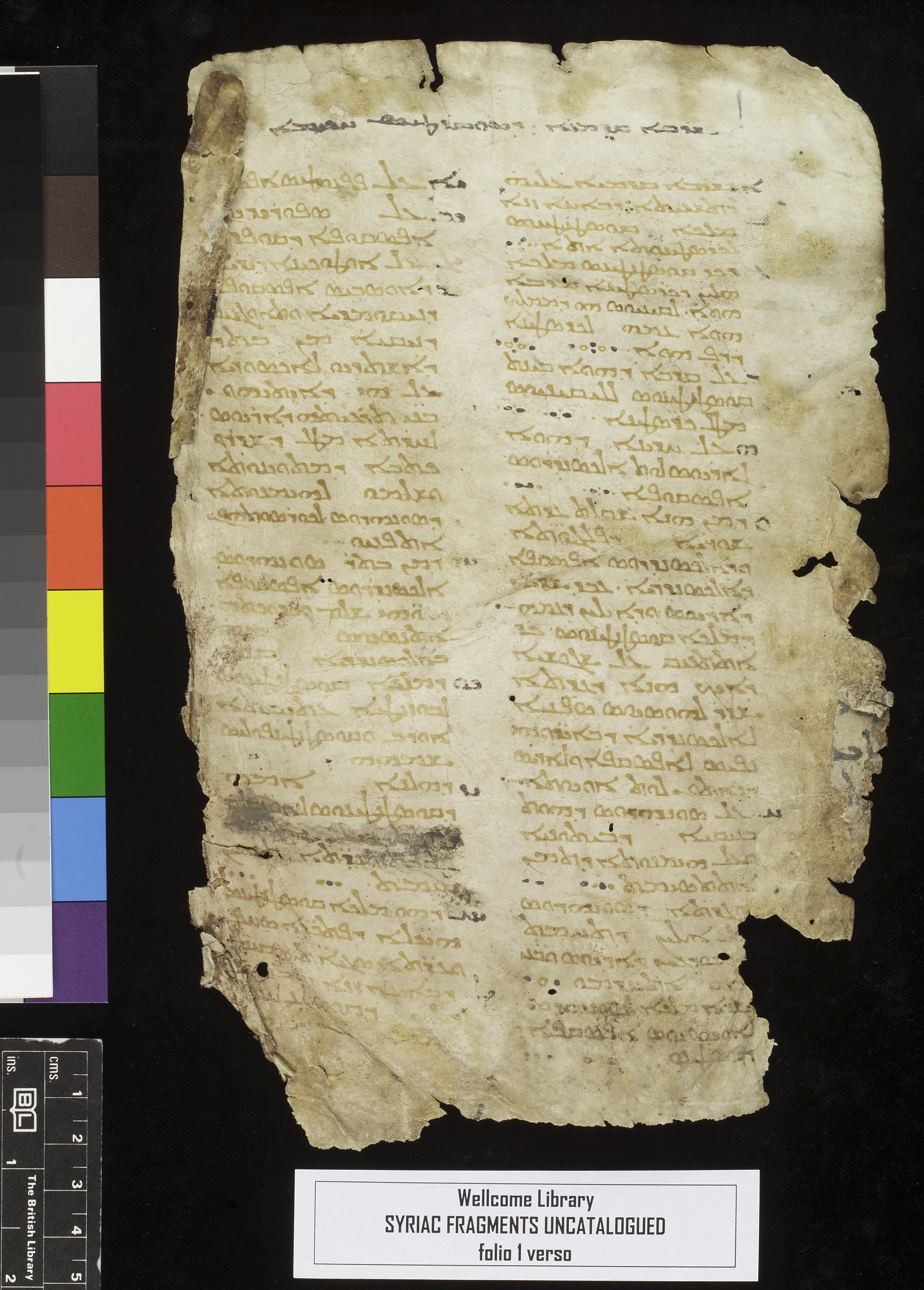
Egy lap Szókratész Egyháztörténetének egyik kéziratából

380 körül született Konstantinápolyban. Itt végezte el iskoláit, és itt működött később ügyvédként. 7 könyvből álló ránk maradt munkájában mint Kaiszareiai Euszebiosz Egyháztörténetének folytatója, megírta a keresztény egyház történetét 305-től 439-ig. Az Egyháztörténet egy bizonyos Theodórosz megbízásából készült, akit az újabb kutatások II. Theodosius bizánci császár tudósának tartanak. A műnek a második változata maradt fenn, ugyanis maga Szókratész említi, hogy az első közreadás után fedezte fel bizonyos forrásainak megbízhatatlanságát (pl. Tyrannius Rufinus). Az átdolgozás ideje 438 és 443 között történhetett. Érdekesség, hogy az Egyháztörténet rendelkezik korai örmény fordítással is. A művet először Stephanus nyomtatta ki (Párizs, 1541).
Az Egyháztörténet jellegzetessége az egyházi mellett a világi események tárgyalása – ez egyfajta formátlanságot eredményez –, ugyanis ekkor már a Római Birodalom császárai maguk is keresztények voltak. Mivel Szókratész úgy véli, hogy az eseményeket az isteni Gondviselés rendezi összhangba, bizonyos esetekben önkényesen csoportosítja az eseményeket – ennek ellenére azonban a kortárs történetírókkal összehasonlítva precízen és tárgyilagosan adja adatait. Művéből kitűnik, hogy Szókratész laikusként jártas volt a teológiában, és nagy tisztelője Órigenésznek. Filozófiai megközelítéseire az újplatonizmus jellemző.

## Magyarul
- Szókratész egyháztörténete (ford. Baán István), Szent István Társulat, Budapest, 1984, ISBN 963-360-287-4, 598 p